# Доктор Кто (15-й сезон)
Пятнадцатый сезон британского научно-фантастического телесериала «Доктор Кто» стартовал 12 апреля 2025 года и завершился 31 мая. Это 6-й сезон для Расселла Ти Дейвиса в качестве шоураннера и 2-й после его возвращения в 2023 году. Также он стал 15-м с возрождения сериала в 2005 году и 41-м за всю историю сериала. В официальных маркетинговых и рекламных материалах называется вторым сезоном, после того как права на эксклюзивный международный показ сезонов, начиная с предыдущего, были приобретены стриминговым сервисом Disney+.
Это второй и последний сезон с Шути Гатвой в роли Пятнадцатого Доктора, инкарнации Доктора, представителя инопланетной расы Повелителей времени, путешествующего в пространстве и времени при помощи машины времени под названием ТАРДИС, которая выглядит как синяя полицейская телефонная будка. В роли новой спутницы Белинды Чандры появилась актриса Варада Сету. Милли Гибсон вновь исполнила роль Руби Сандей, спутницы из предыдущего сезона.
Сезону предшествовал рождественский спецвыпуск 2024 года, а в самом сезоне — восемь эпизодов. Режиссёрами эпизодов стали Алекс Санджив Пиллай, Питер Хоар, Аманда Бротчи, Бен А. Уильямс и Макалла Макферсон. Вместе с Дейвисом сценарии сезона писали Джуно Доусон, Инуа Элламс, Пит Мактай и Шарма Энджел-Уолфолл, а рождественский спецвыпуск написан бывшим шоураннером сериала Стивеном Моффатом. Съёмки начались в октябре 2023 года и закончились в мае 2024 года.

## Эпизоды
| Номер истории в сериале | Номер эпизода в сезоне           | Название                                                    | Длина                            | Режиссёр                         | Сценарист                                | Зрители (млн)                    | Индекс оценки (из 100)           | Дата выхода в эфир               |
| Рождественский спецвыпуск (2024) | Рождественский спецвыпуск (2024) | Рождественский спецвыпуск (2024)                            | Рождественский спецвыпуск (2024) | Рождественский спецвыпуск (2024) | Рождественский спецвыпуск (2024)         | Рождественский спецвыпуск (2024) | Рождественский спецвыпуск (2024) | Рождественский спецвыпуск (2024) |
| --- | -------------------------------- | ----------------------------------------------------------- | -------------------------------- | -------------------------------- | ---------------------------------------- | -------------------------------- | -------------------------------- | -------------------------------- |
| 312 | —                                | «Радуйся, мир» «Joy to the World»                           | 55 минут                         | Алекс Санджив Пиллай             | Стивен Моффат                            | 5,91                             | 76                               | 25 декабря 2024                  |
| Пятнадцатый Доктор посещает Отель времени, гости которого могут заходить в разные точки времени. Доктор изучает таинственный портфель и заручается поддержкой Трева, работника отеля. Управляющий отеля, силурианец, попадает вместе с портфелем в гостиничный номер Джой Алмондо, Доктор следует за ним. Портфель берёт Джой под контроль. Доктор находит внутри устройство, которое собирается уничтожить Джой, но из Отеля времени заходит Доктор из будущего с кодом деактивации. Доктор из будущего забирает Джой обратно в отель, оставив нынешнего Доктора на Земле. Он устраивается работать в гостинице и дружится с её управляющей Анитой, ожидая возможности вернуться в отель через год. Вернувшись и забрав Джой, Доктор открывает дверь в далёкое прошлое, где освобождает Джой от портфеля, вызвав у неё гнев. Портфель оказывается из Вилленгарда и предназначен для создания звезды, большого источника энергии. Трев, подключившийся перед смертью к системе Вилленгарда, сообщает Доктору местоположение портфеля. Джой поглощает звёздное семя и отправляется вместе с ним в космос, превращается в Вифлеемскую звезду и дарит надежду и утешение всем наблюдающим её. |                                  |                                                             |                                  |                                  |                                          |                                  |                                  |                                  |
| Сезон (2025) |                                  |                                                             |                                  |                                  |                                          |                                  |                                  |                                  |
| 313 | 1                                | «Революция роботов» «The Robot Revolution»                  | 46 минут                         | Питер Хоар                       | Расселл Ти Дейвис                        | 3,57                             | TBA                              | 12 апреля 2025                   |
| Роботы похищают медсестру Белинду Чандру, бывший парень которой, Алан Бадд, назвал в её честь звезду в их системе. Доктор следует за ними, попадает во временной разрыв и прибывает на планету за полгода до них. Он узнаёт, что роботы покорили местных жителей, присоединяется к мятежникам и спасает Белинду от трансформации в их королеву-киборга. Белинда сдаётся в плен, чтобы уберечь мятежников, и выясняет, что роботы управляются Аланом, которого также похитили роботы, но он попал на планету за десять лет до них и стал зачинщиком революции роботов. У Алана по некой причине есть версия звёздного сертификата из будущего, которого Белинда касается своей версией сертификата из настоящего и вызывает парадокс, в котором Алан погибает, а роботы становятся мирными. Доктор соглашается вернуть Белинду домой на Землю, но ТАРДИС отказывается приземляться 24 мая 2025 года. |                                  |                                                             |                                  |                                  |                                          |                                  |                                  |                                  |
| 314 | 2                                | «Люкс» «Lux»                                                | 44 минуты                        | Аманда Бротчи                    | Расселл Ти Дейвис                        | 3,01                             | TBA                              | 19 апреля 2025                   |
| Доктор пытается доставить Белинду домой окружным путём с помощью устройства виндикатора и прилетает в Майами 1952 года. Они начинают исследовать исчезновение 15 людей в кинотеатре. Внутри они встречают мистера Динь-Дона, ожившего анимационного персонажа, которого контролирует Люкс Император, бог света и член Пантеона раздора. Люкс помещает их в ловушку на киноплёнку, как и остальных пропавших, и Доктор с Белиндой перемещаются между разными вымышленными реалиями, встретив в том числе фанатов сериала «Доктор Кто». Доктор после побега вновь попадает в руки Люксу, который хочет украсть регенерационную энергию для собственного тела, но Белинда уговаривает владельца кинотеатра поджечь киноплёнки, от чего происходит взрыв, и солнечный свет падает внутрь здания. Под этим светом Люкс начинает расти без конца и сливается со вселенной, а 15 жертв выходят на свободу. |                                  |                                                             |                                  |                                  |                                          |                                  |                                  |                                  |
| 315 | 3                                | «Колодец» «The Well»                                        | 48 минут                         | Аманда Бротчи                    | Расселл Ти Дейвис и Шарма Энджел-Уолфолл | 3,23                             | TBA                              | 26 апреля 2025                   |
| Доктор и Белинда попадают на планету в будущее через 500 тысяч лет, где экспедиция военных расследует горнодобывающую колонию, с которой потерялась связь. Повар Элисс Фенли оказывается единственной выжившей после того, как из скважины вылезло и убило остальных некое существо. Доктор узнаёт, что это планета Полночь, и он ранее сталкивался с этим существом. Оно прячется за спиной Элисс и убивает любого, кто встанет прямо за ней. В процессе борьбы за лидерство многие из солдат погибают, пока капитан Шая не возвращает контроль. Доктор заставляет существо увидеть своё отражение за спиной Элисс, и все они вместе с Элисс пытаются сбежать с планеты, но оно цепляется к Белинде. Шая смертельно ранит Белинду, вынудив существо переместиться к ней, и жертвует собой, прыгая в скважину. В ТАРДИС Доктор и очнувшаяся Белинда обсуждают то, что никто из военных не слышал о Земле и человеческой расе. На борту своего космического корабля одна из выживших солдат видит что-то за спиной другой. |                                  |                                                             |                                  |                                  |                                          |                                  |                                  |                                  |
| 316 | 4                                | «Счастливый день» «Lucky Day»                               | 46 минут                         | Питер Хоар                       | Пит Мактай                               | 2,8                              | TBA                              | 3 мая 2025                       |
| 1 января 2007 года 8-летний Конрад Кларк сталкивается с Доктором и Белиндой и начинает интересоваться инопланетянами. В 2024 году Доктор и Руби побеждают пришельца шрика, тем самым спасая Конрада. Спустя год к нему на подкаст приходит Руби, всё ещё привыкающая вновь к жизни на Земле, после чего они начинают встречаться. Руби заподозривает, что шрик по-прежнему охотится на Конрада, и связывается с ЮНИТ, где находится пойманное существо, но оказывается, что Конрад всё это время обманывал её, чтобы дискредитировать ЮНИТ, лондонский филиал которого в итоге становится на грани закрытия. Конрад проникает в Башню ЮНИТ, выпускает шрика, и во время прямой трансляции Конрад признаётся в распространении лжи. Доктор прилетает к нему на ТАРДИС, отчитывает его и впервые узнаёт от него про Белинду Чандру. Конрад возвращается в тюрьму, где к нему приходит миссис Флад. |                                  |                                                             |                                  |                                  |                                          |                                  |                                  |                                  |
| 317 | 5                                | «История и двигатель» «The Story & the Engine»              | 47 минут                         | Макалла Макферсон                | Инуа Элламс                              | 2,7                              | TBA                              | 10 мая 2025                      |
| Доктор и Белинда прилетают в Лагос 2019 года, чтобы усилить сигнал виндикатора, устройства для возвращения домой. Доктор заскакивает к своему другу Омо в его барбершоп. Внутри его заманивают в ловушку и заставляют рассказывать истории Барбер и Абена. ТАРДИС, внутри которой находится Белинда, бьёт тревогу. Доктор узнаёт, что Барбер ответственен за большую часть мифологии человечества, но его изгнали боги из своего измерения. В отместку Барбер построил Двигатель историй, машину, которая питается историями, и захватил барбершоп Омо. Доктор вспоминает, что его инкарнация-беглец была вместе с Абеной, но бросила её. Белинда убеждает Абену сделать Доктору причёску с маршрутом к источнику тяги двигателя. Доктор сбегает, перегружает двигатель своими воспоминаниями и побеждает Барбера, который мирится с Доктором и остаётся работать в барбершопе. |                                  |                                                             |                                  |                                  |                                          |                                  |                                  |                                  |
| 318 | 6                                | «Межзвёздный конкурс песни» «The Interstellar Song Contest» | 47 минут                         | Бен А. Уильямс                   | Джуно Доусон                             | 3,75                             | TBA                              | 17 мая 2025                      |
| Доктор и Белинда посещают в 2925 году проводящийся на космической станции Межзвёздный конкурс песни, преемника земного Конкурса песни Евровидение. Из мести за свою родную планету, уничтоженную спонсором конкурса, два террориста открывают крышу станции и отправляют зрителей из арены, в том числе Доктора, замерзать в космос. Доктора пробуждает видение его внучки Сьюзен Форман. Он возвращается на станцию и с яростью останавливает план убить три триллиона зрителей трансляции по всей Вселенной. С помощью криогенного аппарата Доктор вместе с помощниками возвращает на станцию и реанимирует гостей конкурса. Голограмма Грэма Нортона сообщает Доктору и Белинде о том, что Земля была уничтожена 24 мая 2025 года, и они отправляются туда на ТАРДИС, но двери машины времени взрываются. Тем временем миссис Флад выходит из криогенного аппарата и из-за смертельного обморожения бигенеририует в двух женщин, которые раскрывают своё настоящее имя Повелительницы времени Рани. |                                  |                                                             |                                  |                                  |                                          |                                  |                                  |                                  |
| 319a | 7                                | «Мир желаний» «Wish World»                                  | 44 минуты                        | Алекс Санджив Пиллай             | Расселл Ти Дейвис                        | 2,86                             | TBA                              | 24 мая 2025                      |
| Доктор и Белинда просыпаются 23 мая 2025 года в альтернативной реальности, будучи семейной парой с их дочерью Поппи. К ним приходит Руби, сомневающаяся в этом утопическом мире. После работы в альтернативной версии ЮНИТ Доктор смотрит телевизор и видит сообщение от Плута о том, что этот мир ненастоящий. Вооружённые люди приводят сомневающегося Доктора и Белинду в парящий в воздухе Костяной дворец с двумя Рани и Конрадом. Постепенно вспоминая, Доктор узнаёт, что этот мир создан по представлению Конрада об идеальном мире с помощью бога желаний Дезидирия, а Рани посеяла сомнения в голове Доктора, чтобы вызванное ими разрушение вымышленного мира привело к освобождению из Подвселенной Омеги, создателя Повелителей времени. Мир под ними начинает проваливаться под землю, Рани выбрасывает Доктора из дворца, и часы бьют полночь 24 мая. |                                  |                                                             |                                  |                                  |                                          |                                  |                                  |                                  |
| 319b | 8                                | «Война реальности» «The Reality War»                        | 67 минут                         | Алекс Санджив Пиллай             | Расселл Ти Дейвис                        | 3,44                             | TBA                              | 31 мая 2025                      |
| Анита открывает дверь из Отеля времени и спасает Доктора, а время возвращается в утро 23 мая. С помощью отеля они возвращают память Белинде и сотрудникам ЮНИТ. Рани говорит, что Повелители времени бесплодны, и раскрывает свой план использовать геном Омеги для возрождения их расы. Доктор прилетает в Костяной дворец, где Омега в виде огромного скелета пожирает Рани, а миссис Флад сбегает. Доктор с помощью виндикатора заталкивает Омегу обратно в Подвселенную. Руби забирает Дезидирия у Конрада, возвращает Землю к исходному состоянию, а также дарит Конраду счастливую жизнь. В настоящем мире, где успешно наступает 24 мая, Дезидирия усыновляет Карла Сандей, а Поппи исчезает, и единственная помнящая про неё Руби уговаривает Доктора вернуть её. Пятнадцатый Доктор заставляет себя регенерировать, чтобы использовать собственную энергию для возвращения Поппи к её матери Белинде, несмотря на уговоры вынутой из своего временного потока Тринадцатого Доктора не делать этого. Попрощавшись с Белиндой и Поппи, Доктор регенерирует и превращается в персонажа, который внешне выглядит как его бывшая спутница Роза Тайлер.                                 |                                  |                                                             |                                  |                                  |                                          |                                  |                                  |                                  |

## Подбор актёров
8 мая 2022 года Шути Гатва был утверждён, как новый исполнитель главной роли, который сыграет Пятнадцатого Доктора. Актёр подтвердил своё возвращение в новом сезоне в июле 2023 года. В ноябре 2023 года стало известно, что Никола Коклан сыграет роль Джой в рождественском эпизоде 2024 года. Также в ноябре на съёмках был замечен актёр Джон Хауэр-Кинг вместе с Милли Гибсон в роли Руби Сандей из предыдущего сезона, однако в январе 2024 года появились слухи о её уходе из сериала и замене на Вараду Сету, которая тоже была замечена на съёмках, но вместе с Шути Гатвой. Однако в апреле было объявлено, что Гибсон и Сету обе появятся вместе в новом сезоне. В мае Сету неожиданно появилась в эпизоде 14-го сезона «Бум» в эпизодической роли Манди Флинн. 27 июля на фестивале San Diego Comic-Con было объявлено, что персонажа Сету будут звать Белинда Чандра.
17 сентября было объявлено, что Арчи Панджаби сыграет злодея. 20 декабря было объявлено, что Роуз Эйлинг-Эллис сыграла роль в сезоне. 21 февраля 2025 года было объявлено, что Кристофер Чанг сыграл персонажа по имени Кассио. 26 февраля объявлено, что Алан Камминг, который ранее в эпизоде «Искатели ведьм» (2018) исполнил роль короля Якова I, появится во второй серии сезона в роли анимационного персонажа по имени «мистер Динь-Дон». 2 марта был выпущен трейлер, и стало известно, что Райлан Кларк исполнил роль ведущего «космического Евровидения» — Межзвёздного конкурса песни. Также было подтверждено возвращение Джеммы Редгрейв, Бонни Лэнгфорд и Аниты Добсон в ролях Кейт Летбридж-Стюарт, Мэл Буш и миссис Флад. 6 марта было объявлено, что актёр Фредди Фокс сыграл злодея. 20 марта было объявлено об участии актёра Кадиффа Кирвана. 25 марта было объявлено, что в сезоне появится актёр Чарли Кондо. 11 апреля было объявлено, что в эпизоде про Межзвёздный конкурс песни также появится Грэм Нортон, комментатор «Евровидения» на Би-би-си.
В эпизоде «История и двигатель» вернулась к роли Доктора-беглеца актриса Джо Мартин, в последний раз появившаяся в спецвыпуске «Сила Доктора» (2022). В эпизоде «Межзвёздный конкурс песни» вернулась Кэрол Энн Форд к роли внучки Доктора и его первой спутницы в сериале Сьюзен Форман. Джонатан Грофф появился вновь в роли Плута в одной сцене эпизода «Мир желаний», сняв её во время съёмок предыдущего сезона. В финальном эпизоде «Война реальности» внезапно появилась Джоди Уиттакер в роли Тринадцатого Доктора, в последний раз сыграв её в эпизоде «Сила Доктора» в 2022 году, а также Билли Пайпер, сыгравшая ранее спутницу Доктора Розу Тайлер и в последний раз появившаяся в спецвыпуске к 50-летию «День Доктора» (2013). В конце финального эпизода Пятнадцатый Доктор регенерировал в персонажа, сыгранного Пайпер. Официально её роль остаётся неназванной как в заключительных титрах эпизода, так и в пресс-релизах.

## Производство

### Разработка
Как и четырнадцатый, пятнадцатый сезон состоит из одного рождественского спецвыпуска и восьми обычных эпизодов. Дейвис завершил сценарий к рождественскому спецвыпуску 2024 года в декабре 2022 года, и приступил к работе над всеми эпизодами пятнадцатого сезона в июне 2023 года. В октябре 2023 года сценарии для пяти из восьми серий были полностью готовы. В мае 2024 года бывший шоураннер сериала объявил, что он вместо Дейвиса написал сценарий к рождественскому спецвыпуску «Радуйся, мир». 27 января 2025 года был опубликован список сценаристов сезона, куда вошли Джуно Доусон, Инуа Элламс, Пит Мактай и Шарма Энджел-Уолфолл.

### Съёмки
Съёмки начались 23 октября 2023 года с началом работы Алекса Санджива Пиллая над рождественским спецвыпуском в первом производственном блоке. Второй блок состоит из первого и четвёртого эпизодов, и его режиссёром является Питер Хоар. Аманда Бротчи стала режиссёром третьего блока из второго и третьего эпизодов. Бен А. Уильямс стал режиссёром блока, включающего шестой эпизод. Съёмки сезона завершились 25 мая 2024 года.
Производственные блоки распределились следующим образом:
| Блок | Эпизод(ы)                                | Режиссёр             | Сценарист(ы)                             | Продюсер        |
| ---- | ---------------------------------------- | -------------------- | ---------------------------------------- | --------------- |
| 1    | Рождественский спецвыпуск «Радуйся, мир» | Алекс Санджив Пиллай | Стивен Моффат                            | Элисон Стерлинг |
| 2    | Эпизод 4: «Счастливый день»              | Питер Хоар           | Пит Мактай                               | Вики Делоу      |
| 2    | Эпизод 1: «Революция роботов»            | Питер Хоар           | Расселл Ти Дейвис                        | Вики Делоу      |
| 3    | Эпизод 2: «Люкс»                         | Аманда Бротчи        | Расселл Ти Дейвис                        | Крис Мэй        |
| 3    | Эпизод 3: «Колодец»                      | Аманда Бротчи        | Расселл Ти Дейвис и Шарма Энджел-Уолфолл | Крис Мэй        |
| 4    | Эпизод 5: «История и двигатель»          | Макалла Макферсон    | Инуа Элламс                              | Вики Делоу      |
| 4    | Эпизод 6: «Межзвёздный конкурс песни»    | Бен А. Уильямс       | Джуно Доусон                             | Вики Делоу      |
| 5    | Эпизод 7: «Мир желаний»                  | Алекс Санджив Пиллай | Расселл Ти Дейвис                        | Крис Мэй        |
| 5    | Эпизод 8: «Война реальности»             | Алекс Санджив Пиллай | Расселл Ти Дейвис                        | Крис Мэй        |

## Релиз

### Трансляция
Премьера пятнадцатого сезона состоялась 12 апреля 2025 года в Великобритании на канале BBC One и BBC iPlayer, а в остальном мире — на стриминговом сервисе Disney+. Дата выхода была объявлена 21 февраля 2025 года в трейлере, который был показан в перерыве матча регби Молодёжного Кубка шести наций между сборными Англии и Шотландии. Эпизоды выходили еженедельно одновременно утром по британскому времени на стриминговых платформах и вечером того же дня на телеканале BBC One.
Двухсерийный финал сезона, «Мир желаний» / «Война реальности», был показан в кинотеатрах Великобритании и Ирландии вечером 31 мая, одновременно с премьерой последнего эпизода на телеканале BBC One и перенесённым на вечер релизом на стриминговых сервисах.

### DVD и Blu-ray
- (D) отмечаются издания на DVD
- (B) отмечаются издания на Blu-ray

| Сезон | Номера историй | Название издания                                | Количество и длина эпизодов      | Дата выхода в регионе 2 | Дата выхода в регионе 4 | Дата выхода в регионе 1 |
| ----- | -------------- | ----------------------------------------------- | -------------------------------- | ----------------------- | ----------------------- | ----------------------- |
| 15    | 312            | Doctor Who: «Joy to the World»                  | 1 × 55 мин                       | 27 января 2025 (D,B)    | н/д                     | н/д                     |
| 15    | 312—319        | Doctor Who: Season Two (включая «Радуйся, мир») | 1 × 55 мин 7 × 45 мин 1 × 65 мин | 18 августа 2025 (D,B)   | н/д                     | н/д                     |

## Рейтинги
Эпизоды выходили в Великобритании сперва на стриминговом сервисе BBC iPlayer утром по местному времени, после чего транслировались вечером на телеканале BBC One, и рейтинги за день (посмотревших в день премьеры) не учитывают просмотры на iPlayer, в отличие от консолидированных рейтингов спустя неделю, которые их учитывают. Данные в таблице охватывают только рейтинги в Великобритании.
| № | Название эпизода            | Дата выхода в эфир | Рейтинг за день | Рейтинг за день | Консолидированный рейтинг (7 дней) | Консолидированный рейтинг (7 дней) | Консолидированный рейтинг (7 дней) | Индекс оценки |
| № | Название эпизода            | Дата выхода в эфир | Зрителей (млн)  | Место           | Зрителей (млн)                     | Место за день                      | Место за неделю                    | Индекс оценки |
| - | --------------------------- | ------------------ | --------------- | --------------- | ---------------------------------- | ---------------------------------- | ---------------------------------- | ------------- |
| — | «Радуйся, мир»              | 25 декабря 2024    | 4,11            | 6               | 5,911                              | 4                                  | 6                                  | 76            |
| 1 | «Революция роботов»         | 12 апреля 2025     | 2,0             | 4               | 3,571                              | 4                                  | 21                                 | TBA           |
| 2 | «Люкс»                      | 19 апреля 2025     | 1,58            | 8               | 3,004                              | 3                                  | 25                                 | TBA           |
| 3 | «Колодец»                   | 26 апреля 2025     | 1,86            | 4               | 3,234                              | 3                                  | 23                                 | TBA           |
| 4 | «Счастливый день»           | 3 мая 2025         | 1,5             | н/д             | 2,802                              | 3                                  | 29                                 | TBA           |
| 5 | «История и двигатель»       | 10 мая 2025        | 1,59            | н/д             | 2,704                              | 3                                  | 35                                 | TBA           |
| 6 | «Межзвёздный конкурс песни» | 17 мая 2025        | 2,57            | 3               | 3,754                              | 2                                  | 9                                  | TBA           |
| 7 | «Мир желаний»               | 24 мая 2025        | 1,83            | 5               | 2,856                              | 3                                  | 30                                 | TBA           |
| 8 | «Война реальности»          | 31 мая 2025        | 2,17            | 2               | 3,436                              | 2                                  | 18                                 | TBA           |

## Новеллизации
| Сезон | Номер истории | Название новеллизации в оригинале | Автор           | Дата выхода в мягкой обложке | Дата выхода аудиокниги |
| ----- | ------------- | --------------------------------- | --------------- | ---------------------------- | ---------------------- |
| 15    | 313           | The Robot Revolution              | Уна Маккормак   | 10 июля 2025                 | 10 июля 2025           |
| 15    | 314           | Lux                               | Джеймс Госс     | 10 июля 2025                 | 10 июля 2025           |
| 15    | 315           | The Well                          | Гарет Л. Пауэлл | 10 июля 2025                 | 10 июля 2025           |